# Androgénesis

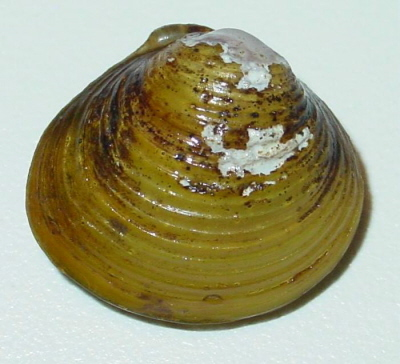
algunas especies del género Corbicula son conocidas por reproducirse androgéneticamente sin hembras siendo la más destacada Corbicula fluminea

La androgénesis, también llamada en algunas ocasiones como partenogénesis masculina es un sistema de reproducción asexual que ocurre cuando se produce un cigoto con sólo genes nucleares paternos. Durante la reproducción sexual estándar, un progenitor femenino y un progenitor masculino producen cada uno gametos haploides (como un espermatozoide o un óvulo, cada uno de los cuales contiene sólo un único juego de cromosomas ), que se recombinan para crear descendencia con material genético de ambos progenitores. Sin embargo, en la androgénesis no hay recombinación de cromosomas maternos y paternos, y sólo los cromosomas paternos se transmiten a la descendencia.
La androgénesis difumina las fronteras entre reproducción sexual y asexual: no es estrictamente una forma de reproducción asexual porque se requieren gametos masculinos y femeninos. Sin embargo, tampoco es estrictamente una forma de reproducción sexual porque la descendencia tiene ADN nuclear uniparental que no ha sufrido recombinación, y la proliferación de la androgénesis puede conducir a especies que se reproducen exclusivamente de manera asexual.
La androgénesis ocurre en la naturaleza en muchos organismos como plantas (incluidos árboles, flores, cebadas o maíz), invertebrados (incluidas almejas, insectos palo, algunas hormigas, abejas, moscas  y avispas parásitas ) y vertebrados (principalmente anfibios  y peces ). También se ha observado androgénesis en gallos  y en ratones de laboratorio modificados genéticamente.
También se conocen casos donde la reproducción asexual androgénetica puede llevar a la creación de especies unisexuales e incluso en especies dioicas pueden ocurrir casos donde las hembras se pierden en la especie; La pérdida de hembras se ha reportado en algunas especies como la cicada Encephalartos woodii o algunas poblaciones de Lagarostrobos frankliniiy Elodea canadensis

## Tipos de androgénesis
- Apomixis Paterna: También conocida como apomixis masculina, es un proceso reproductivo en el que una planta se desarrolla a partir de un espermatozoide (gameto masculino) sin la participación de una célula femenina (óvulo). En este proceso, el cigoto se forma únicamente con material genético del padre, dando como resultado una descendencia genéticamente idéntica al organismo masculino.[17][18][19] Esto se ha observado de manera facultativa en muchas plantas como Nicotiana, Capsicum frutescens, Cicer arietinum, Poa arachnifera, Cupressus sempervirens, Solanum verrucosum, Phaeophyceae,[20]Elodea canadensis,[16] Cebadas[2]Tripsacum dactyloides, Lagarostrobos franklinii,[15] o Zea mays,[4] y de manera obligada en Cupressus dupreziana.[17] Esto contrasta con la apomixis más común, donde el desarrollo ocurre sin fertilización, pero con material genético solo de la madre.

- Androgénesis Obligada: La androgénesis obligada es el proceso por el cual los machos sólo pueden producir descendencia exclusivamente a través de material genético masculino, donde no es necesario aparearse con hembras de especies relacionadas para producir descendencia. Esto lleva a que estas especies puedan sobrevivir en ausencia de hembras. También son capaces de cruzarse con linajes sexuales y otros linajes androgenéticos en un fenómeno a veces denominado parasitismo de óvulos o parasitismo androgenético.[4] Este método de reproducción es relativamente raro y se ha encontrado en varias especies de almejas del género Corbicula,[1] plantas como Elodea canadensis,[16] Cupressus dupreziana,[17] Lomatia tasmanica,[15] Lagarostrobos franklinii,[15] y Pando,[21] algas del género Phaeophyceae,[20] y recientemente en la especie de pez exclusivamente masculina  Squalius alburnoides.[9][22] Aunque el término más común para referirse a la reproducción completamente asexual en los machos es apomixis paterna, el término androgénesis obligada se usa más comúnmente en animales y, a diferencia de la apomixis paterna, la androgénesis obligada implica que los individuos son incapaces de reproducirse de manera sexual, y por lo tanto dependen de la androgénesis para reproducirse.
- Eliminación del genoma nuclear materno: Cuando la androgénesis se produce mediante la eliminación del genoma nuclear materno, la eliminación tiene lugar después de la fertilización. Los núcleos de los dos gametos se fusionan normalmente, pero inmediatamente después el genoma nuclear masculino elimina el genoma nuclear femenino, dejando un óvulo fertilizado con solo el genoma nuclear del progenitor masculino. Si es viable, la descendencia resultante es un clon o subclon del padre productor de esperma o polen.[23] La eliminación del genoma nuclear materno es evolutivamente ventajosa para el progenitor masculino, porque toda la descendencia producida tiene alelos heredados completamente por vía paterna: en contraste, un progenitor masculino que se reproduce sexualmente sin androgénesis solo transmite la mitad de su material genético a cada uno de sus descendientes. Por lo tanto, un alelo masculino que promueve la eliminación del núcleo gamético femenino tiene una gran ventaja y puede propagarse a través de una población e incluso alcanzar la fijación.[23] Sin embargo, esto puede ser parte de la razón por la que la androgénesis rara vez se observa en la naturaleza: a pesar de ser ventajosa para el individuo que produce descendencia, es perjudicial para la población en su conjunto: si un alelo inductor de androgénesis alcanza frecuencias altas, los individuos que producen óvulos pueden volverse raros. Debido a que tanto los productores de óvulos como los de esperma son necesarios para la androgénesis, si la proporción de sexos se desequilibra mucho y hay muy pocos productores de óvulos, la población se ve abocada a la extinción.[23] Aunque en los hermafroditas (especies donde un solo individuo produce gametos masculinos y femeninos), esto es un problema menor ya que no existe una proporción de sexos.
- Producción de óvulos no nucleados: La androgénesis también puede ocurrir mediante la producción femenina de un óvulo sin núcleo. Tras la fertilización con polen o esperma, no hay núcleo materno que expulsar y se produce un cigoto cuyo genoma nuclear deriva completamente de su padre paterno. No está claro por qué habría evolucionado la producción de óvulos no nucleados, porque no existe ninguna ventaja de aptitud física para el progenitor del óvulo: ninguno de sus genes nucleares se transmite a su descendencia. Por lo tanto, cualquier alelo femenino que provoque una producción de óvulos no nucleados sería muy desventajoso. Esta forma de androgénesis podría propagarse a través de la deriva genética, o puede haber algún beneficio desconocido para el padre productor de óvulos. Las especies en las que se produce una producción de huevos no nucleados tienen menos probabilidades de extinguirse que las especies en las que se elimina el genoma nuclear materno. Esto se debe a que la selección natural desfavorece a las hembras que producen huevos no nucleados, por lo que su proporción en una población seguirá siendo baja.[23]

## Androgénesis en distintas especies

### Almejas
El género Corbicula incluye algunas especies de almejas que sólo poseen machos y que se reproducen mediante androgénesis, un proceso donde el embrión hereda únicamente el material genético paterno.
Aunque la autofecundación es común, también ocurre cruzamiento externo, incluso entre diferentes especies, lo que puede llevar a la retención parcial de genomas maternos y contribuir a la diversidad genética observada.
Así mismo la hibridación entre especies ha llevado a la creación de linajes o especies androgéneticas genéticamente diversas.

### Peces
Algunas raras especies de peces tropicales pueden alternar la reproducción sexual con la androgénesis o la hibridogénesis, esto principalmente cuando las condiciones no son favorables para la reproducción sexual, esto se ha observado en el género de carpas Hypseleotris y en el pez unisexual Squalius alburnoides

### Plantas
La androgénesis en plantas está ampliamente distribuida en la naturaleza como un fenómeno facultativo o espontáneo y se encuentra en muchas especies de plantas y vegetales como lo son: algunas especies del género Nicotiana, Capsicum frutescens, Cicer arietinum, Cupressus sempervirens, Datura stramonium, Triticum aestivum, Poa arachnifera, Solanum verrucosum, cebadas del género HordeumTripsacum dactyloides o Zea mays.
También suele ocurrir de manera obligada en algunas plantas como Cupressus dupreziana. poblaciones invasoras de Elodea canadensis, algunas colonias de Lagarostrobos franklinii, la Lomatia tasmanica o el temblón clonal Pando,

### Anfibios
Algunos linajes híbridos de Pelophylax están compuestos sólo por machos, y se reproducen por Hibridogénesis androgénetica a menudo estos linajes suelen coexistir con otros linajes unisexuales o dioicos.

### Aves
A lo largo de la historia ha habido registros de Gallus gallus que han puesto huevos en ausencia de hembras, a este fenómeno se le apodó Inversión sexual espontánea algunos de los casos más notables son:
En 1474 se informó que un gallo llamado Basel había sido quemado en la hoguera por poner huevos de manera espontánea.
En 2010, una pareja italiana informó que su gallo, Gianni, comenzó inesperadamente a poner huevos y a tratar de empollarlos después de que un zorro atacara y matara a todas las gallinas de su bandada. Otro caso similar ocurrió en Ecuador al año siguiente.
Los científicos especulan que esta capacidad única podría tratarse de un gen primitivo que se activó como respuesta a la ausencia de hembras para la reproducción, lo que sugiere que incluso los dinosaurios podrían haber poseído la capacidad de la reproducción asexual.

### Mamíferos
En 2023 el genetista japonés Katsuhiko Hayashi logró la reproducción de ratones a partir de dos progenitores del mismo sexo, partiendo de células de dos ratones machos.

Esto se logró mediante la generación artificial de óvulos a partir de células masculinas, en la que el equipo transformó células masculinas (XY) en óvulos al eliminar el cromosoma Y y duplicar el cromosoma X, utilizando un fármaco llamado reversina para mejorar el proceso. Estos óvulos, al ser fertilizados e implantados en ratones hembra, generaron descendencia viable en un 1% de los casos (7 de 630 embriones).

### Implante ectópico
Los machos de los mamíferos, incluidos los humanos, no poseen útero para gestar crías. La cuestión teórica del embarazo ectópico masculino (embarazo fuera de la cavidad uterina) mediante implantación quirúrgica ha sido abordada por expertos en el campo de la medicina de la fertilidad, quienes destacan que el concepto de implantación ectópica, aunque teóricamente plausible, nunca se ha intentado y sería difícil de justificar, incluso para una mujer que carece de útero, debido a los riesgos extremos para la salud tanto del padre como del niño.
Robert Winston, pionero de la fertilización in vitro, dijo al Sunday Times de Londres que "el embarazo masculino sería ciertamente posible" implantando un embrión en el abdomen de un hombre (con la placenta adherida a un órgano interno como el intestino) y extrayéndolo posteriormente quirúrgicamente. Sin embargo, la implantación ectópica del embrión a lo largo de la pared abdominal y el consiguiente crecimiento de la placenta serían muy peligrosos y potencialmente fatales para el huésped, por lo que es poco probable que se estudien en humanos.  Gillian Lockwood, directora médica de Midland Fertility Services, una clínica de fertilidad británica, señaló que el abdomen no ha evolucionado para separarse de la placenta durante el parto, de ahí el peligro de un embarazo ectópico. El bioeticista Glenn McGee dijo que "la cuestión no es '¿Puede un hombre hacerlo?', sino 'Si un hombre logra tener un embarazo ectópico exitoso, ¿puede sobrevivir?'

### Androgénesis inducida
Los seres humanos a veces inducen la androgénesis para crear líneas clonales en plantas (específicamente cultivos), peces y gusanos de seda. Un método común para inducir la androgénesis es mediante la irradiación. Los núcleos de los óvulos pueden inactivarse mediante radiación de rayos gamma, UV o rayos X antes de ser fertilizados con esperma o polen. Un estudio de 2015 logró producir androgenonas de pez cebra aplicando un choque frío a óvulos recién fertilizados, lo que previene el primer evento de escisión que duplica el número de cromosomas después de la partenogénesis, y luego aplicando un choque térmico para duplicar su número de cromosomas.